# 涙腺
涙腺（るいせん、英称：lacrimal gland）とは外眼角に存在する眼球付属腺の1つ。涙液膜はムチンから構成される最内層、涙液から構成される中間層、脂肪から構成される外層からなる。
涙腺はほとんどの動物では漿液腺であり、その分泌液である涙液は漿液性であるが、ブタでは粘液腺である。
涙腺は涙液を分泌することによって角膜や結膜への栄養供給、微生物や紫外線に対する障壁などの機能を果たす。涙腺、涙小管、涙嚢、鼻涙管を総称して「涙器」と呼ばれる。
ウミガメやヌマガメ科が持つ血中の余計な塩分等を排出する塩類腺は、涙腺から発達したものであると関連するほとんどの研究者は考えている。

## 病気
- 涙腺炎（英語版）
- シェーグレン症候群